# Farquhar Bellejambe
Farquhar Bellejambe (auch Ferchard oder Fercard Bellejambe) († vor 1327) war ein schottischer Geistlicher. Ab 1304 war er Bischof von Caithness.
Farquhar Bellejambe wurde während der englischen Besetzung Schottlands auf Betreiben des englischen Königs Eduard I. 1297 zum Archidiakon der nordschottischen Diözese Caithness ernannt. Später wurde er auch Dekan der Kathedrale von Dornoch, dem Hauptsitz der Diözese. Vermutlich im Frühjahr 1304 wurde er zum Bischof von Caithness gewählt, worauf er nach Rom aufbrach, um seine Wahl von der Kurie bestätigen zu lassen. Am 16. Juni 1304 gewährte ihm der englische König für die Reise freies Geleit. Am 22. Januar 1306 bestätigte Papst Clemens V. die Wahl. Farquhar wurde von Pedro Rodríguez, Kardinalbischof von Sabina zum Bischof geweiht und kehrte danach nach Schottland zurück. Im April 1307 wurden ihm die Temporalien der Diözese übergeben. Farquhar blieb ein loyaler Unterstützer der Engländer, obwohl sich Robert Bruce Anfang 1306 zum König der Schotten erhoben hatte und den Unabhängigkeitskrieg gegen England fortführte. 1307 lehnte er noch den Thronanspruch von Bruce ab, ehe er nach der Unterwerfung Nordschottlands durch Bruce gegen Ende des Sommers 1308 diesen als König anerkannte. 1312 war Farquhar an den Verhandlungen beteiligt, die das Verhältnis Schottlands mit Norwegen neu regelten, und bezeugte am 29. Oktober 1312 das mit Norwegen geschlossene Abkommen von Inverness. Ansonsten betätigte er sich in der politisch unruhigen Zeit wie Bischof Alan von Sodor selten politisch. Er wird zuletzt am 10. Juli 1321 erwähnt, als er eine königliche Urkunde bezeugte, doch er starb vermutlich erst kurz vor 1327.